# 不等價交換
不等價交換是马克思主义政治经济学以及生態經濟學中提到的一個概念，即發達國家以高價出售工業品，但以低價收購農產品和原料，這是一種國際贸易中不太引人注意的剝削行為。该概念由希腊-法国经济学家Arghiri Emmanuel于1962年提出。